# Anavatan Partisi
Die Mutterlandspartei (türkisch Anavatan Partisi, kurz Anavatan oder ANAP) war eine Mitte-rechts ausgerichtete politische Partei in der Türkei, die von 1983 bis 2009 existierte.
Gegründet wurde sie 1983 von Turgut Özal, der von 1983 bis 1989 Ministerpräsident und anschließend bis zu seinem Tod 1993 Staatspräsident der Türkei war. Die Partei versammelte verschiedene konservative und liberale Strömungen. Gesellschaftspolitisch betonte sie islamischen Werte, vertrat aber im Vergleich zu den islamistischen Parteien ein anderes, modernes Verständnis des Islam; in der Wirtschaftspolitik trat sie für Liberalisierung und freie Marktwirtschaft ein. Sie trat für ein Neokonservatismus ein und legte auf die gesellschaftliche Liberalisierung großen Wert. Vor allem ab dem Jahr 1991, also mit Turgut Özals Nachfolger Mesut Yılmaz, schaffte man viele liberale Reformen. Sie wurde dabei von Teilen des Sufi-Ordens der Nakşibendis, wie auch von der Bewegung Fethullah Gülens unterstützt.
In den ersten vier Jahren ihres Bestehens kam ihr eine dominante Rolle in der politischen Landschaft der Türkei zu, bestärkt durch die restriktive Verfassung von 1982, die politischen Wettbewerb und Pluralismus einschränkte. Bis 1991 blieb sie die mit Abstand stärkste Kraft im Parlament. Anschließend verlor sie nach und nach an Bedeutung. 2002 fiel sie unter die 10-Prozent-Hürde und ist seither nicht mehr im Parlament vertreten. 2009 verschmolz sie mit der Demokrat Parti, wurde aber schon zwei Jahre später wiedergegründet.
1999 hatte die Partei 3,2 Millionen Mitglieder. Ein Grund für diese relativ hohe Mitgliederzahl ist der generell hohe Organisationsgrad der türkischen Parteien.

## Geschichte
Sie stellte die Regierung von 1983 bis 1989 (MP: Turgut Özal), von 1989 bis 1991 (MP: Yıldırım Akbulut, dann Mesut Yılmaz) und von 1996 bis 2002 kurzzeitig an Koalitionsregierungen beteiligt (MP: Mesut Yılmaz). Sie führte während ihrer ersten Regierungszeit von 1983 bis 1989 Wirtschaftsreformen mit dem Ziel einer Privatisierung und Zurückdrängung des staatlichen Einflusses in der Wirtschaft durch und setzte sich für den Beitritt der Türkei zur EU ein. Während die Mutterlandspartei bei der ersten Parlamentswahl nach dem Ende der Militärherrschaft 1983 sowie 1987 noch die absolute Mehrheit erreichte, schmolz ihre Wählerbasis danach und vor allem nach 1999 zunehmend zusammen. Als Grund für diesen Niedergang werden – neben der wachsenden Konkurrenz anderer neu gegründeter Parteien, so etwa der programmatisch sehr ähnlichen Partei des Rechten Weges (DYP) – auch der Parteienfilz, interne Flügelkämpfe und Günstlingswirtschaft in der Regierungszeit Özals verantwortlich gemacht.
Bei den Wahlen zur türkischen Nationalversammlung von November 2002 schaffte sie nicht mehr den Sprung ins Parlament, da sie mit 5,12 % an der 10 %-Hürde scheiterte. Inzwischen war sie bis 20. Juli 2007 aufgrund von Parlamentarierwanderungen jedoch wieder mit 19 Abgeordneten im Parlament vertreten. Seit der katastrophalen Wahlniederlage 2002 bemüht sich die Mutterlandspartei um eine personelle und inhaltliche Erneuerung der Partei.

## Fusion und Neugründung
Um eine bessere Chance für die Wahlen am 22. Juli 2007 zu haben, wollte sich die ANAP mit der DYP zusammenschließen. Aber eine Fusion scheiterte im letzten Augenblick. Gründe waren unter anderem der Wiedereintritt von Mesut Yılmaz in die Partei, was bei Erkan Mumcu auf heftigen Widerstand stieß. Die Mutterlandspartei trat letztlich nicht zur Wahl von 2007 an. Erneute Verhandlungen mit der DYP, die seit 2007 Demokrat Parti (DP) hieß, führten dazu, dass auf einem außerordentlichen Kongress am 31. Oktober 2009 einer Fusion von ANAP und DP unter dem Namen DP zugestimmt worden ist.
Am 11. September 2011 wurde eine Partei mit dem gleichen Namen gegründet.

## Wahlergebnisse
- Parlamentswahl in der Türkei 1983: 45,1 % (absolute Mehrheit) -
- Parlamentswahl in der Türkei 1987: 35,3 % (absolute Mehrheit) -
- Parlamentswahl in der Türkei 1991: 24,0 % (115 Sitze) -
- Parlamentswahl in der Türkei 1995: 19,7 % (132 Sitze) -
- Parlamentswahl in der Türkei 1999: 13,2 % (86 Sitze) -
- Parlamentswahl in der Türkei 2002: 5,12 % (0 Sitze)
- Parlamentswahl in der Türkei 2007: Nicht angetreten

## Parteivorsitzende
- Turgut Özal (20. Mai 1983 – 31. Oktober 1989)
- Yıldırım Akbulut (16. November 1989 – 15. Juni 1991)
- Mesut Yılmaz (15. Juni 1991 – 27. November 2002)
- Ali Talip Özdemir (11. Januar 2003 – 13. Dezember 2003)
- Nesrin Nas (13. Dezember 2003 – 25. November 2004)
- Erkan Mumcu (2. April 2005 – 25. Oktober 2008)
- Salih Uzun (25. Oktober 2008 – 31. Oktober 2009)